# Катањо (Порторико)
Катањо (шп. Cataño) је општина у америчкој острвској територији Порторико, острвској држави Кариба.

## Демографија
По попису из 2010. године број становника је 28.140, што је 1.931 (-6,4%) становника мање него 2000. године.
| Група             | 2000.          | 2010.          |
| Белци             | 285 (0,9%)     | 168 (0,6%)     |
| Афроамериканци    | 2.279 (7,6%)   | 4.047 (14,4%)  |
| Азијати           | 58 (0,2%)      | 74 (0,3%)      |
| Хиспаноамериканци | 29.653 (98,6%) | 27.866 (99,0%) |
| Укупно            | 30.071         | 28.140         |